# جووانی سانسونه
جووانی سانسونه (به ایتالیایی: Giovanni Sansone) (زاده ۲۴ مه ۱۸۸۸ در پورتو امپدوکله-درگذشته ۱۳ اکتبر ۱۹۷۹ در فلورانس) ریاضیدان اهل ایتالیا بود که در زمینه آنالیز ریاضی و هندسه دیفرانسیل فعالیت می کرد.
سانسونه از ۱۹۰۶ تا ۱۹۱۰ در مدرسه عالی نرمال پیزا تحت سرپرستی لوییجی بیانکی درجه دکتری ریاضیات را دریافت کرد. او سپس چندی در همانجا تدریس کرد و سپس از سال ۱۹۲۷ تا زمان بازنشستگی اش ۱۹۵۸ در دانشگاه فلورانس بود.
او به پژوهش در زمینه‌های هندسه دیفرانسیل، معادلات دیفرانسیل، ریاضیات عددی و توابع متعامد پرداخت.
از سال ۱۹۵۲ تا ۱۹۵۸ او رئیس اتحادیه ریاضی ایتالیا بود و در زمان ریاستش مرکز ملی تابستانی ریاضیات را بنیانگذاری کرد. او همچنین جزو ویراستاران مجله سالنامه ریاضیات محض و کاربردی بوده‌است. در سال
۱۹۷۸ سانسونه به عنوان شهروند افتخاری فلورانس برگزیده شد و در همان سال دکترای افتخاری دانشگاه فلورانس را نیز دریافت کرد. وی همچنین در سال ۱۹۴۲ او جایزه آکادمی ریاضیات ایتالیا را دریافت کرد.